# Pseudoaparchites
Pseudoaparchites is een geslacht van uitgestorven kreeftachtigen uit de klasse van de Ostracoda (mosselkreeftjes).

## Soorten
- Pseudoaparchites decoratus (Jones, 1889) Abushik, 1970 †
- Pseudoaparchites distinctus Pranskevichius, 1972 †
- Pseudoaparchites explanatus Pranskevichius, 1972 †
- Pseudoaparchites gregarius (Sarv, 1962) Abushik, 1970 †
- Pseudoaparchites immarginatus Pranskevichius, 1972 †
- Pseudoaparchites latus Krandijevsky, 1963 †